# Stiege (Einheit)
Stiege war ein Gewichtsmaß in den Salzsiedereien. 
- 1 Stiege Sole = 5 plaustra (Fuder) Salz  = 907,2 Kilogramm (20 Öseammer)
- 3 Stiege = 1 Gate = 6 Kumm  = 60 Sal
- 1 Pfanne = 49,76 Liter = 48 Kannen = ⅓ Öseammer
- 3 Pfannen = 1 Öseammer = 149,28 Liter = 144 Kannen
- 60 Öseammer = 1 Gate = 5 Chor = 15 plaustra Salz = 2721,6 Kilogramm